# Asediul (Star Trek: Deep Space Nine)
„Asediul” este cel de-al 23-lea episod din serialul american de televiziune științifico-fantastic Star Trek: Deep Space Nine. Este al treilea dintr-un arc narativ în trei părți și, de asemenea, al treilea episod al celui de-al doilea sezon.

## Prezentare
Navele de asalt bajorane se apropie de Deep Space Nine ca parte a unei lovituri militare împotriva guvernului bajoran condus de mișcarea xenofobă „Cercul”. Sisko anunță că evacuează populația civilă a stației și pe oricine dorește să plece; întregul echipaj se oferă voluntar să stea cu el și să lupte. Li Nalas calmează potopul de pasageri civili inspirând curaj colegilor săi bajorani. Quark ajunge să rămână pe stație, planul său de a câștiga bani cumpărând și vânzând locuri pe navele de evacuare se întoarce împotriva lui.
Odată ce forțele bajorane sosesc, nu există niciun semn de prezență a Federației; cu toate acestea, generalul Krim suspectează că personalul Federației este încă la bord. Liderul loviturii de stat Jaro Essa îi ordonă lui Krim să-l captureze viu pe Li Nalas, convins că îl poate mitui pe acesta să se alăture Cercului. Soldații lui Krim încep o percheziție în stație; șeful de securitate Odo își folosește abilitățile de schimbare a formei pentru a ajuta echipajul să evite detectarea.
Kira și Dax sunt trimiși să aducă dovezi că cardassienii sprijină Cercul pe Bajor. Lăsați pe o lună unde bajoranii au depozitat un număr de mici luptători stelari în timpul ocupației, ei reușesc să pună în funcțiune una dintre nave și să zboare către Bajor. Nava lor este doborâtă de luptători bajorani și se prăbușesc.
Sisko și echipajul prind în holodeck un grup condus de comandantul secund al lui Krim, colonelul Day. Sisko îi informează pe soldați despre implicarea cardassienilor în Cerc și îl eliberează pe Day pentru a transmite informațiile lui Krim, dar colonelul îi spune în schimb lui Krim că Federația încearcă să obțină controlul asupra DS9. O scanare pentru semnalele comunicatorului Federației dezvăluie că aceștia se ascund în conducte, iar Odo îl informează pe Sisko că soldații intenționează să inunde conductele cu gaz. O parte a echipajului distrage atenția celei mai mari părți a forțelor bajorane, după care Li și Sisko îl capturează pe Krim în încercarea de a discuta cu el.
Deși Kira a fost rănită în accident, Dax o duce la mănăstirea lui Vedek Bareil. Ea și Kira se deghizează în clerici pentru a călători spre Camera Miniștrilor. Odată ajunsă acolo, Kira îi informează pe miniștri despre dovezile implicării cardassiene. După ce află despre implicarea cardassiană, Krim îi dă controlul asupra DS9 înapoi lui Sisko și se întoarce pe Bajor pentru a demisiona. Cu toate acestea, colonelul Day încearcă să-l asasineze pe Sisko drept răzbunare; Li Nalas sare în calea împușcăturii lui Day și este ucis; Day este arestat. Mai târziu, Sisko îi spune lui O'Brien că Li a fost un erou al rezistenței și că așa își va aminti de el.